# چکاوک کاکلی

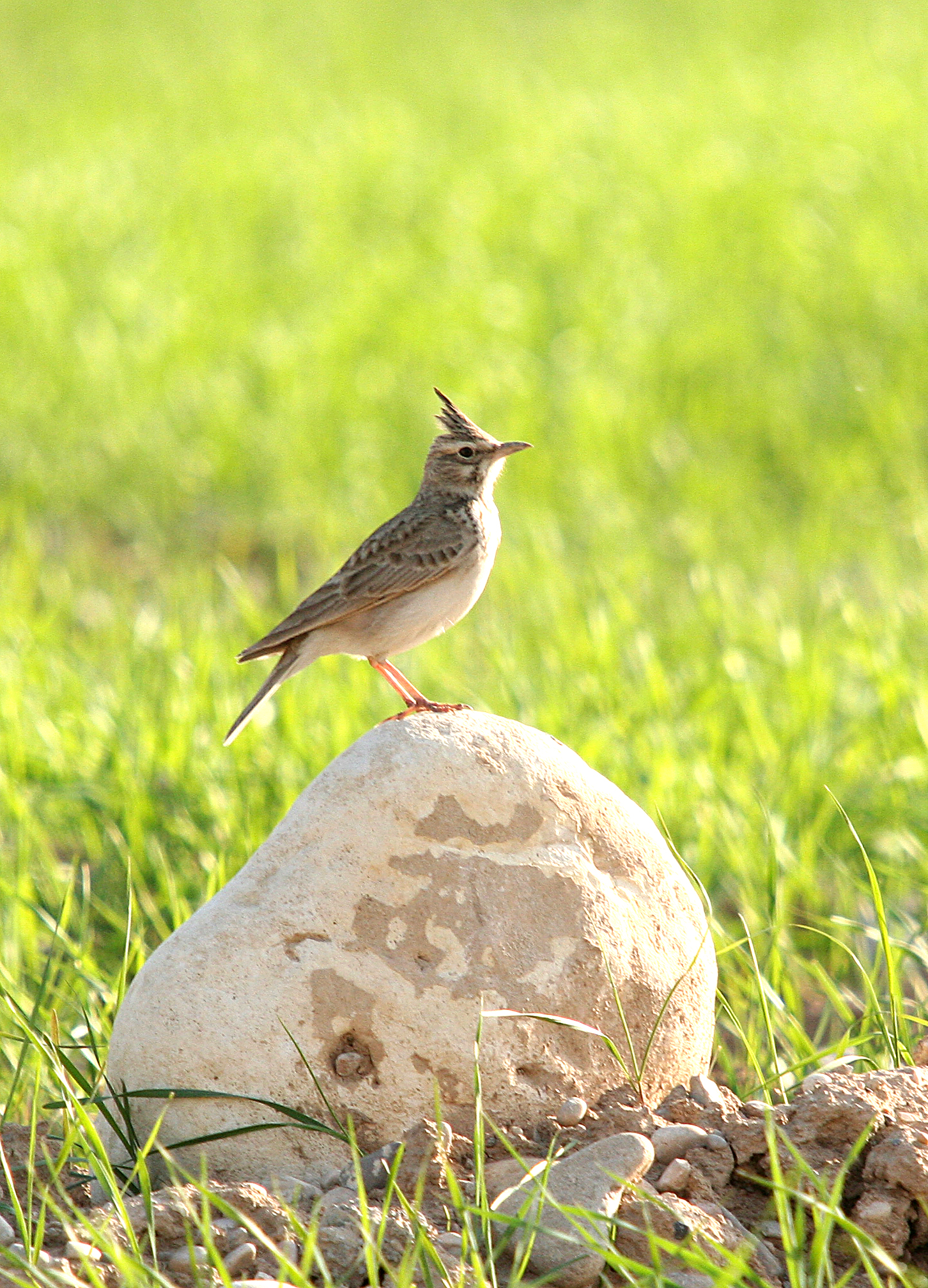
چکاوک کاکلی، بهبهان

چکاوک کاکلی پرنده کوچکی از تیره ی گنجشکان و از خانواده چکاوکها که ۱۷ سانتیمتر طول د ارد و نسبتاً پر جثه تر از چکاوک آسمانی و کمرنگ تر از آن است دم کوتاه و تاج بلندش همیشه پیداست؛ منقار نسبتاً بلند، رو تنه نخودی خاکستری یا اندکی قهوه‌ای یکدست است.
این پرنده در علفزارهای هموار بیابانی خشک، کنار جاده‌ها کوره راه‌ها، کشتزارها و اغلب نزدیک مناطق مسکونی، به سر برده و روی زمین آشیانه می‌سازد. در سراسر ایران، بومی و فراوان است.

## نگارخانه

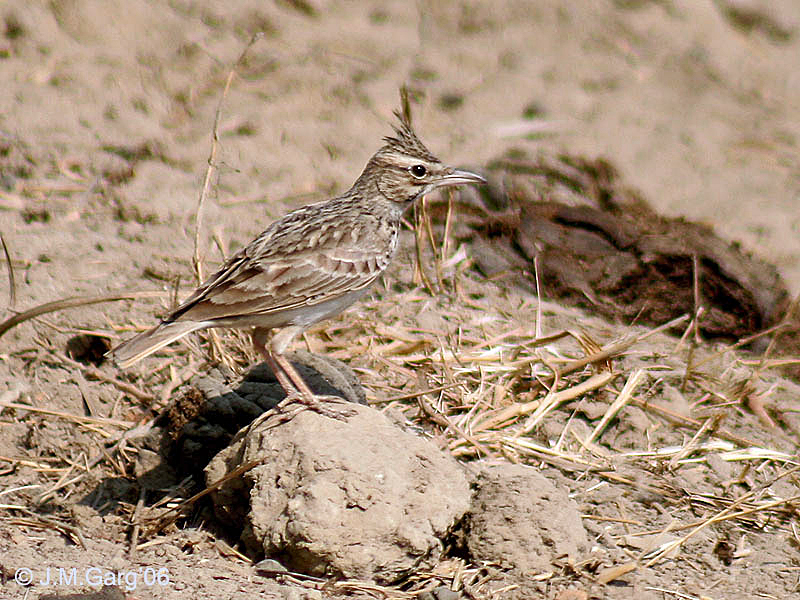
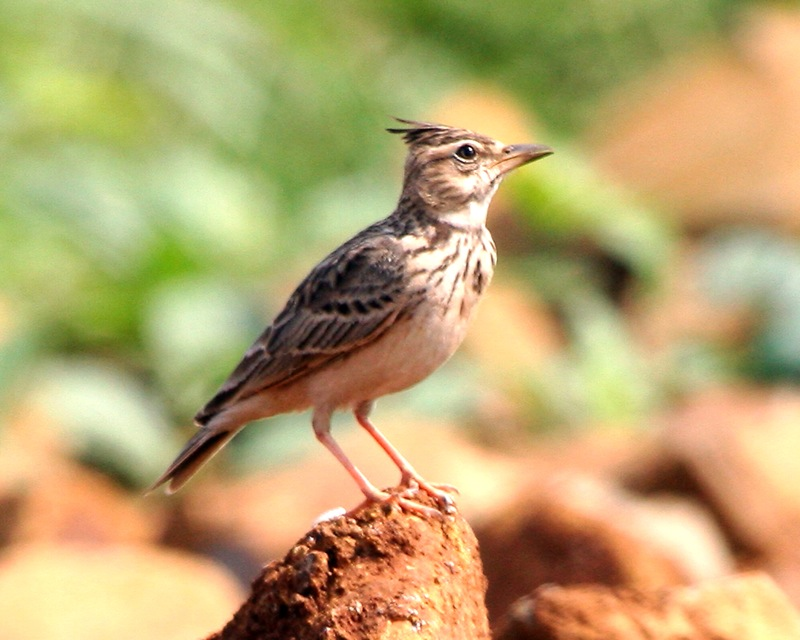
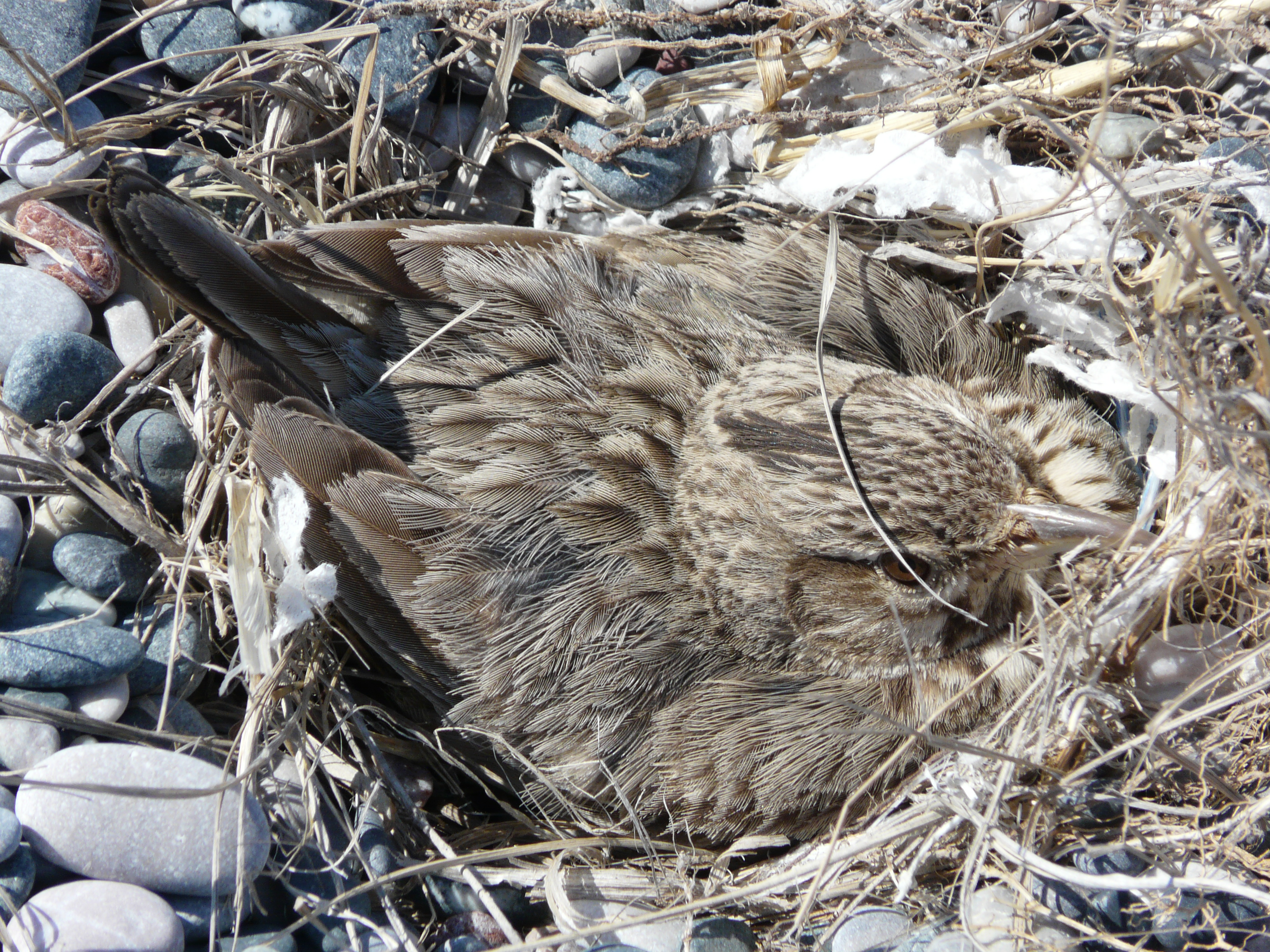
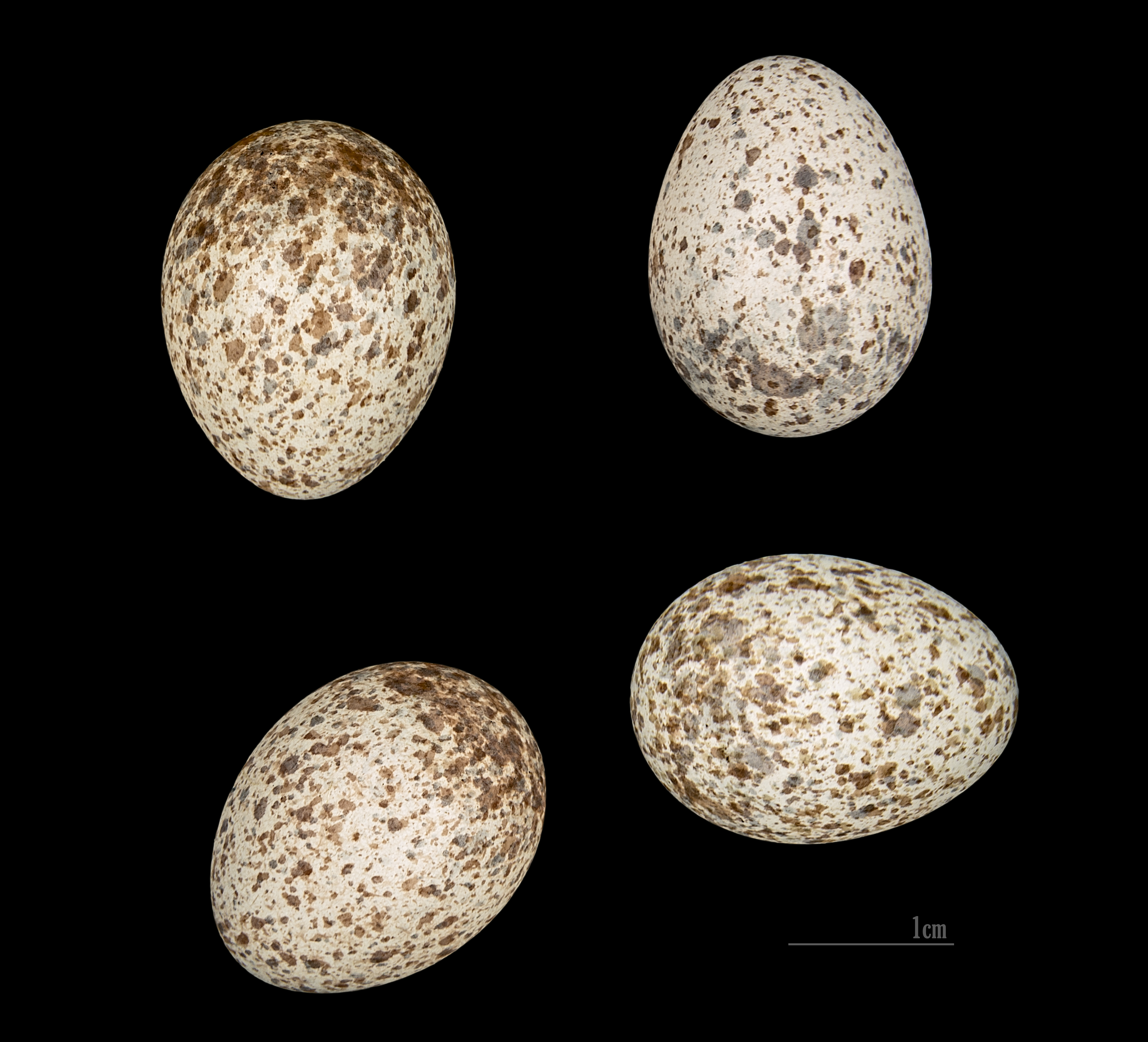
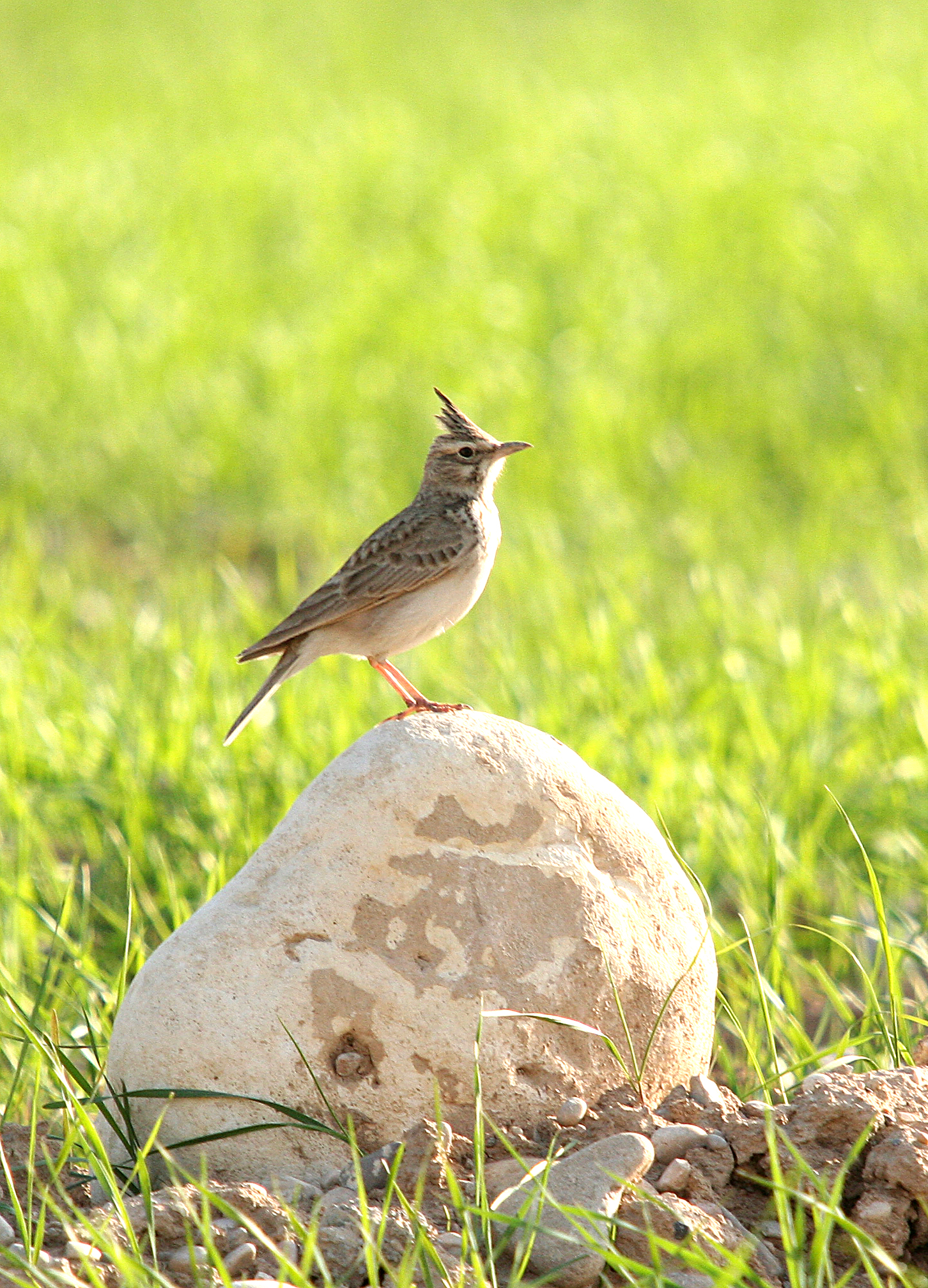
چکاوک کاکلی، بهبهان